# École de Munich

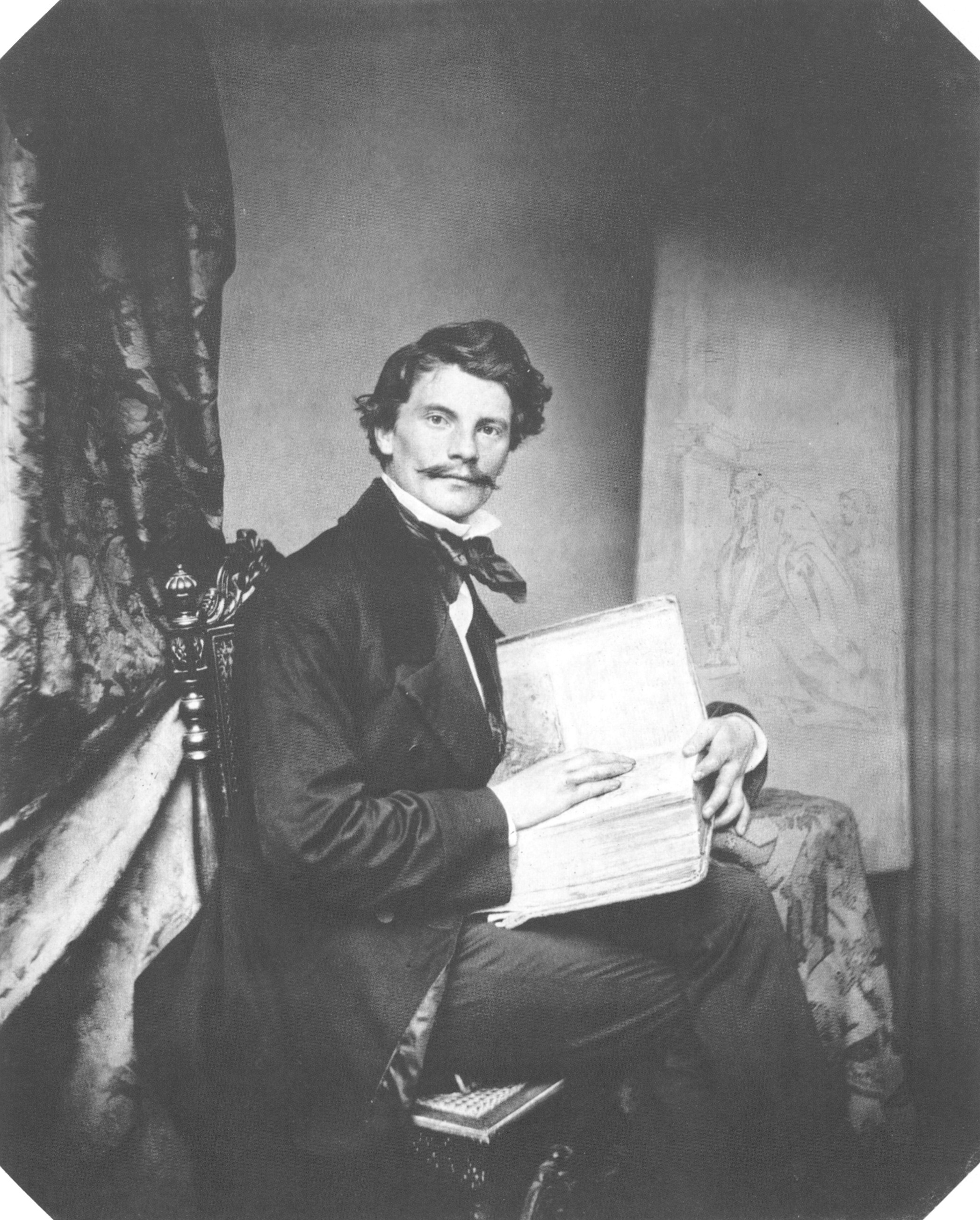
Carl von Piloty en 1856

L'école de Munich est le nom donné au groupe de peintres actifs à Munich autour de l'académie des beaux-arts de Munich du milieu du XIXe siècle, jusqu'au début du XXe siècle. Elle se caractérise par son naturalisme et son style clair-obscur. Ses thèmes de prédilection sont le paysage, le portrait, la peinture de genre, la peinture d'histoire et la nature morte.

## Académie de Munich
Les caractéristiques de l'art de l'académie étaient des couleurs maronnais, le réalisme des œuvres d'art, souvent des paysages ou scènes historiques, et beaucoup de nature et naturalisme.
L'académie était un endroit où à cette époque ne pouvaient s'éduquer que les hommes. C'est pour cela que plusieurs femmes venaient à Munich et prenaient des leçons auprès des professeurs qui travaillent à l'académie. Parmi elles, il y avait Olga Boznańska, qui était une artiste polonaise très connue et consacrée aux arts.

## Histoire et principaux représentants

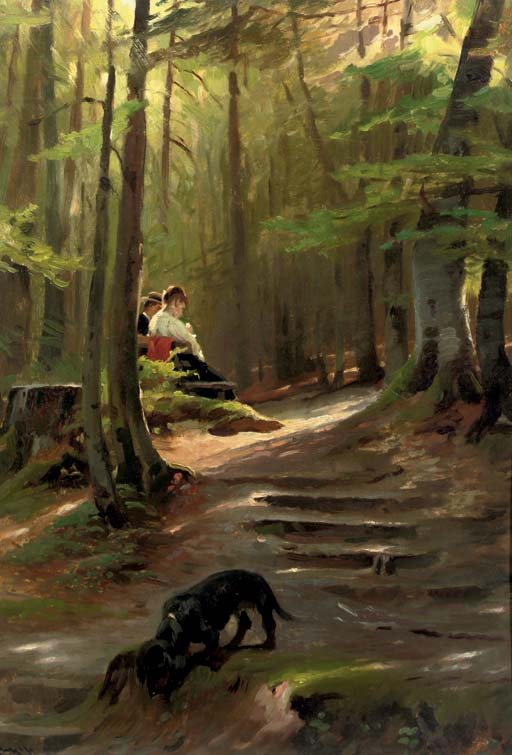
Le Teckel de Karl Raupp, coll. privée

Munich devient le lieu d'attraction de peintres attirés par l'académie à partir des années 1850 et notamment par Carl von Piloty, professeur à l'académie à partir de 1856, dont il devient le directeur en 1874. Ils mettent l'accent sur le style des fresquistes et s'éloignent du romantisme en vogue auparavant. Leur peinture d'histoire est influencée par le Français Paul Delaroche, par le colorisme de Rubens et par l'école vénitienne. Outre Piloty, d'autres professeurs, comme Wilhelm von Diez, Wilhelm von Kaulbach et Arthur von Ramberg, s'attirent une renommée certaine. Le tenant du réalisme, Gustave Courbet, effectue son premier voyage à Munich durant l'été 1851 ; il y entretiendra de nombreux liens avec des collectionneurs et marchands.
Les affinités historiques entre le royaume de Bavière et la Grèce (le duc Othon de Bavière, fils cadet du roi Louis Ier est élu roi des Hellènes en 1832) impliquent que de nombreux peintres grecs sont formés à l'académie des beaux-arts de Munich, comme Konstantínos Volanákis, Nikólaos Gýzis ou Nikifóros Lýtras, qui se rattachent ainsi à l'école de Munich.
Le peintre de genre Franz Defregger ancien élève de Karl von Piloty est un représentant éminent de l'école de Munich.